# Comté de Lincoln (Idaho)
Pour les articles homonymes, voir Comté de Lincoln.
Le comté de Lincoln est un comté des États-Unis situé dans l’État de l'Idaho. En 2000, la population était de 4 044 habitants. Son siège est Shoshone. Le comté a été créé en 1895 en partitionnant le comté de Blaine et nommé en l'honneur d'Abraham Lincoln, président des États-Unis. En 1913 le comté de Lincoln est lui-même divisé en trois avec la création du comté de Gooding et du comté de Minidoka. Les frontières finales du comté ont été établis en 1919 quand la partie sud du comté a formé le comté de Jerome.

## Géolocalisation
|                  | Comté de Camas Comté de Blaine |                   |
| Comté de Gooding | Comté de Lincoln               | Comté de Minidoka |
|                  | Comté de Jerome                |                   |

## Démographie
| 1900  | 1910   | 1920  | 1930  | 1940  | 1950  |
| ----- | ------ | ----- | ----- | ----- | ----- |
| 1 784 | 12 676 | 3 446 | 3 242 | 4 230 | 4 256 |

| 1960  | 1970  | 1980  | 1990  | 2000  | 2010  |
| ----- | ----- | ----- | ----- | ----- | ----- |
| 3 686 | 3 057 | 3 436 | 3 308 | 4 044 | 5 208 |

## Principales villes
- Dietrich
- Richfield
- Shoshone